# Mora
Mora este un oraș în Suedia.

## Demografie
| \| Evoluția demografică a zonei urbane Mora, 1970–2015 \| Evoluția demografică a zonei urbane Mora, 1970–2015 \| Evoluția demografică a zonei urbane Mora, 1970–2015 \| Evoluția demografică a zonei urbane Mora, 1970–2015 \| Evoluția demografică a zonei urbane Mora, 1970–2015 \| \| --------------------------------------------------------------------------------------- \| --------------------------------------------------- \| --------------------------------------------------- \| --------------------------------------------------- \| --------------------------------------------------- \| \| An \| \| \| Locuitori \| \| \| 1970 \| 1970 \| \| 7.891 \| 7.891 \| \| 1975 \| 1975 \| \| 8.772 \| 8.772 \| \| 1980 \| 1980 \| \| 10.107 \| 10.107 \| \| 1990 \| 1990 \| \| 10.875 \| 10.875 \| \| 1995 \| 1995 \| \| 11.224 \| 11.224 \| \| 2000 \| 2000 \| \| 10.797 \| 10.797 \| \| 2005 \| 2005 \| \| 10.940 \| 10.940 \| \| 2010 \| 2010 \| \| 10.896 \| 10.896 \| \| 2015 \| 2015 \| \| 12.602 \| 12.602 \| \| Sursa: SCB - Statistika Centralbyrån, Folkmängden per tätort. Vart femte år 1960 - 2016 \| \| \| \| \| |      |  |           |        |
| Evoluția demografică a zonei urbane Mora, 1970–2015 |      |  |           |        |
| An |      |  | Locuitori |        |
| 1970 | 1970 |  | 7.891     | 7.891  |
| 1975 | 1975 |  | 8.772     | 8.772  |
| 1980 | 1980 |  | 10.107    | 10.107 |
| 1990 | 1990 |  | 10.875    | 10.875 |
| 1995 | 1995 |  | 11.224    | 11.224 |
| 2000 | 2000 |  | 10.797    | 10.797 |
| 2005 | 2005 |  | 10.940    | 10.940 |
| 2010 | 2010 |  | 10.896    | 10.896 |
| 2015 | 2015 |  | 12.602    | 12.602 |
| Sursa: SCB - Statistika Centralbyrån, Folkmängden per tätort. Vart femte år 1960 - 2016 |      |  |           |        |